# Simon Germyn
Simon Germyn of Simon Germain (Dordrecht, 1656 - 1709), was een Nederlandse schilder uit de 17e eeuw .

## Biografie
Germyn werd volgens Arnold Houbraken geboren in Dordrecht op 14 november 1650, op dezelfde dag als Willem III van Oranje. Hij werkte en stierf in Dordrecht. 
Hij was een leerling van Godfried Schalcken en later van Ludowyk Smits, genaamd Hartkamp. De laatste leerde hem de nieuwe manier van fruitschilderen. Later stapte hij over op het schilderen van landschappen in tuinpergola's en andere  huishoudelijke decoraties. Toen Houbraken bezig was met het schrijven van zijn Groote Schouburgh, leefde Germyn nog. Hij was gestopt met schilderen om zich volledig aan de kunsthandel te kunnen wijden.
Er zijn  geen werken bekend die aan hem worden toegeschreven.
- Biografisch Portaal: 22265933
- RKD-Nederlands Instituut voor Kunstgeschiedenis: 371080